# Мария Тереза Шарлота Бурбон-Френска
Мария Тереза Шарлота Бурбон-Френска (на френски: Marie Thérèse Charlotte), мадам Роаял, графиня на Марн, е голямата дъщеря и първородното дете на Луи XVI и Мария-Антоанета. В официални документи се подписва като Мария Тереза Шарлота, а близките ѝ са я наричали просто Шарлот. Тя е единственото им дете, което достига пълнолетие.
Тя става дофина на Франция след възкачването на нейния свекър на трона на Франция през 1824 г. Технически тя е кралица на Франция в продължение на двадесет минути, на 2 август 1830 г., между времето, когато нейният свекър подписва документ за абдикация и времето, когато съпругът ѝ с неохота подписва същия документ.

## Биография
След избухването на Френската революция Мария Тереза е затворена със семейството си в тъмницата Тампл (10 август 1792). Първоначално революционерите се ожесточават срещу баща ѝ и майка ѝ и техните деца остават в сянка. След екзекуцията на родителите ѝ, посоката на ожесточението се сменя – на оцелелите (дофинът Луи XVII, Мария Тереза и леля ѝ Елизабет) не могат да им бъдат вменени политически престъпления, но отсега нататък те ще бъдат преследвани заради потеклото им и за това, че в очите на обществото символизират монархията.
След екзекуциите на баща ѝ (21 януари) и на майка ѝ (16 октомври 1793), Мария Тереза остава сама с леля си Елизабет. На 10 май 1794 г. Елизабет също е гилотинирана. Мария Тереза е отделена от малкия си брат Луи XVII, който умира едва 10-годишен на 8 юни 1795 г. от туберкулоза, влошена от липсата на елементарни хигиенни условия и грижи. Мария Тереза прекарва юношеството си в затвора.
В крайна сметка тя е освободена в деня, в който навършва 17 години (19 декември 1795 г.). Разменена е срещу пленените от австрийската армия маркиз Пиер Риел, Жан-Батист Друе, Юг-Бернар Маре и Шарл-Луи Юг дьо Семонвил. От този момент Мария Тереза заживява във Виена в двора на братовчед си Франц II, когото обаче счита виновен за смъртта на майка си Мария-Антоанета.
Мария Тереза се омъжва на 10 юни 1799 г. за друг свой братовчед – херцога на Ангулем Луи Антоан д`Артоа, най-големия син на бъдещия крал Шарл X. Бракът ѝ остава бездетен. Завръщайки се във Франция (1814), Мария Тереза защитава монархията по време на Реставрацията (1814 – 1830), което кара самия Наполеон Бонапарт да възкликне, че тя се държи като „единственият мъж от фамилията на Бурбоните“.
Революцията от 1830 г. е причина за ново изгнание на принцесата – първоначално в Швейцария, след това в Прага (октомври 1832 – май 1836). След смъртта на чичо ѝ Шарл X на 6 ноември 1836 г. в очите на роялистите Мария Тереза е новата кралица на Франция и Навара, а съпругът ѝ – новият крал Луи XIX. Вместо това обаче следващият монарх начело на Франция става Луи-Филип (оказва се последен).
Тя става вдовица на 3 юни 1844 г. Умира в замъка Фросдорф близо до Виена на 19 октомври 1851 г. Погребана е във францисканския манастир в Нова Горица, Словения, където са погребани също Шарл X, съпругът ѝ и племенникът ѝ Анри д`Артоа.
Мария Тереза оставя завещание, което да бъде отворено век след смъртта ѝ, което предизвиква много надежди сред роялистите. Така напр. те считали, че в него ще бъдат разкрити тайни факти за оцеляването на Луи XVII, за което се разпространявали легенди. В действителност документът не съдържал нищо сензационно. Мария Тереза признава, че се е срещала с хора, претендиращи, че са оцелелият ѝ по чудо брат, но че никога не е приела да се срещне с най-известния сред тях – Карл-Вилхелм Наундорф.